# Pluvigner
Pluvigner é uma comuna francesa na região administrativa da Bretanha, no departamento Morbihan. Estende-se por uma área de 82,58 km². Em 2010 a comuna tinha 7 775 habitantes (densidade: 94,2 hab./km²).